# Шторм, Георгий Петрович
Гео́ргий Петро́вич Шторм (1898—1978) — русский советский прозаик и историк литературы. Автор историко-биографических романов.

## Биография
Родился 12 (24 сентября) 1898 в Ростове-на-Дону в семье служащих.
Детство провёл в Петербурге, гимназию окончил в Александровске (ныне Запорожье). В 1919—1921 годах учился на историко-филологическом факультете Донского университета. В 1921 в Ростове-на-Дону вышло его первое произведение, поэма «Карма йога», в этом же году он перебрался в Москву. В 1926 перевёл «Слово о полку Игореве».
С конца 1920-х годов писал исторические романы, самым известным из которых стал «Флотоводец Ушаков» (1946).
Рассказ для детей «…Про Ивашку Болотникова, про заморские страны, про бунт большой» стал первым в одной из важнейших тем творчества Шторма — повествовании о крестьянских движениях в феодальной России. В дальнейшем эта тема была продолжена в повести «Земля мордвина Усталева», где показан один из эпизодов разинского восстания.
В августе 1932 года участвовал в похоронах М. Волошина в Коктебеле.
В 1939—1947 член редсовета Детиздата и «Советского писателя».
Во время Великой Отечественной войны был в народном ополчении, затем в эвакуации в Алма-Ате. В 1943 году вернулся в Москву.
С 1954 года занимался исследованием рукописей А. Н. Радищева.
Умер 27 апреля 1978 года. Похоронен в Москве на новом Донском кладбище (4 уч.).

## Сочинения
- Карма йога. Поэма, 1921
- Норд-ост, 1924 (повесть)
- Вещие вещи (рассказ). 1927
- Повесть о Болотникове, 1930
- Ход слона. (Многобыт). 1930

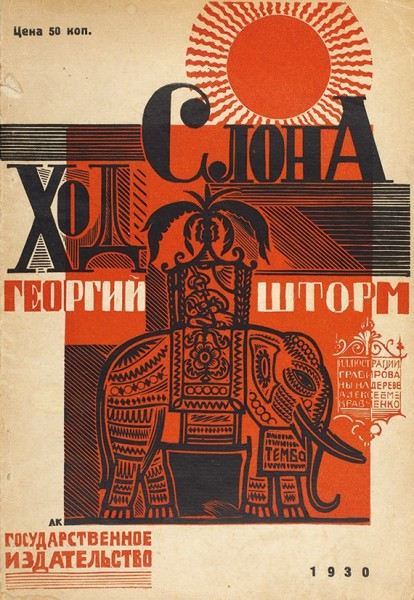
«Ход слона» (обложка)

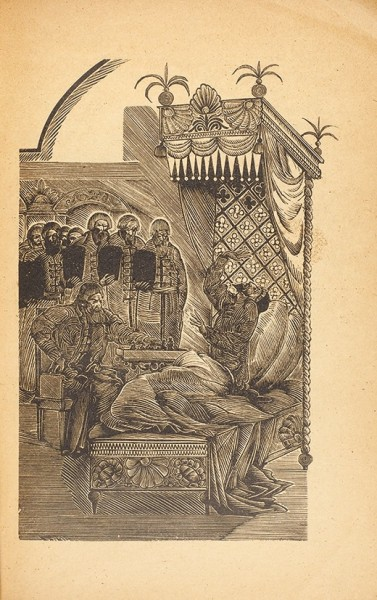
«Ход слона» (иллюстрация)

- Труды и дни Михаила Ломоносова, 1932
- Ломоносов. 1933 (ЖЗЛ)
- Земля мордвина Усталева (рассказ). 1935
- На поле Куликовом, 1938 (очерк для детей)
- Полтава, 1939 (очерк для детей)
- Флотоводец Ушаков, 1946
- Подвиги Святослава, 1947
- Страницы морской славы, 1954
- Дети доброй надежды, 1959
- Потаённый Радищев. Вторая жизнь «Путешествия из Петербурга в Москву», 1965, 3-е изд. — 1974

### Издания произведений
- Вещие вещи. Рассказ / Георгий шторм. — М.: Библиотека «Огонёк» № 253 : акц. изд-во «Огонёк», 1927.
- Ломоносов / Георгий Шторм. — М.: Журнально-газетное объединение, 1933. — 144 с. — (Жизнь замечательных людей). — 50 000 экз. (в пер.)
- Георгий Шторм. Повесть о Болотникове (авторская обработка). — М.: Детиздат, 1937. — 156 с. — (Библиотека исторического романа). — 25 300 экз. (в пер.)
- На поле Куликовом / Георгий Шторм. — М.—Л.: Детгиз, 1939. — 32 с. — (Школьная библиотека). — 274 000 экз. (в пер.)
- Адмирал Ушаков / Георгий Шторм. — М.: Воениздат, 1949. — 108 с. (обл.)
- Ф. Ф. Ушаков / Георгий Шторм. — М.: Детгиз, 1950. — 336 с. — 90 000 экз. (в пер.)
- Страницы морской славы / Георгий Шторм. — М.: Воениздат, 1954. — 436 с. (в пер.)
- Дети доброй надежды / Георгий Шторм. — М.: Советский писатель, 1959. — 656 с. — 75 000 экз. (в пер.)
- Дети доброй надежды / Георгий Шторм. — М.: Художественная литература, 1962. — 544 с. — 50 000 экз. (в пер.)
- Подвиги Святослава / Георгий Шторм. — М.: Детгиз, 1962. — 64 с. — 150 000 экз. (обл.)
- Повесть о Болотникове / Георгий Шторм. — М.: Художественная литература, 1965. — 184 с. — (Библиотека исторического романа). — 50 000 экз. (в пер.)
- Потаённый Радищев / Георгий Шторм. — М.: Советский писатель, 1965. — 294 с. — 30 000 экз. (в пер.)
- Потаённый Радищев / Георгий Шторм. — М.: Советский писатель, 1968. — 464 с. — 100 000 экз. (в пер.)
- Дети доброй надежды / Георгий Шторм. — М.: Советский писатель, 1971. — 736 с. — 100 000 экз. (в пер.)
- Повести / Георгий Шторм. — М.: Детская литература, 1974. — 224 с. — 75 000 экз. (в пер.)
- Потаённый Радищев / Георгий Шторм. — М.: Художественная литература, 1974. — 416 с. — 20 000 экз. (в пер.)
- Избранные произведения : в 2-х томах / Георгий Шторм. — М.: Художественная литература, 1985. — 568+334 с. — 50 000 экз. (в пер.)
- Полтавская битва : Повесть / Георгий Шторм. — М.: Дрофа, 1998. — 32 с. — (Школьная программа. Страницы истории). — 10 000 экз. — ISBN 5-7107-1570-0. (обл.)